# 稲井誠
稲井 誠（いない まこと、1981年8月 - ）は、日本の薬学者（有機合成化学・医薬化学）。学位は、博士（薬学）（静岡県立大学・課程博士・2009年）。静岡県立大学薬学部講師・大学院薬学研究院講師。
財団法人上原記念生命科学財団海外留学ポストドクトラルフェローシップ研究員、徳島文理大学薬学部助教、静岡県立大学薬学部助教などを歴任。

## 概要
専門は、有機合成化学・医薬化学。生物活性のある天然物有機化合物の合成に関する研究などを手掛けた。上原記念生命科学財団の海外留学ポストドクトラルフェローシップ研究員を経て、徳島文理大学や静岡県立大学などで教鞭を執った。

## 来歴

### 生い立ち
1981年（昭和56年）8月生まれ。徳島文理大学に進学、薬学部の薬学科にて学んだ。2004年（平成16年）3月、徳島文理大学卒業に伴い、学士（薬学）の学位を取得。さらに、静岡県立大学大学院に進学、薬学研究科にて学んだ。2009年（平成21年）3月、静岡県立大学大学院博士後期課程修了に伴い、博士（薬学）の学位を取得。

### 薬学者として
2009年（平成21年）4月、財団法人上原記念生命科学財団により海外留学ポストドクトラルフェローシップ研究員に選任された。アメリカ合衆国に渡り、コロラド州立大学にてロバート・ウィリアムズの下で研究に従事。日本に帰国後、母校である徳島文理大学に採用され、2010年（平成22年）4月より薬学部博士研究員に就任。2011年（平成23年）4月、徳島文理大学薬学部助教に就任。2011年（平成23年）9月、母校の静岡県立大学薬学部助教に就任。2016年（平成28年）10月、静岡県立大学薬学部講師に就任、主として薬学科の講義を担当し、医薬品製造化学分野を受け持った。また、静岡県立大学大学院薬学研究院講師を兼務。同大学大学院の一部には研究院・学府制が導入されており、大学院では薬食生命科学総合学府の講義を担当、医薬品製造化学研究室を受け持った。

## 研究
専門は薬学。特に有機合成化学・医薬化学の研究に従事。具体的には、生物活性を有する天然物有機化合物の合成を研究した。また、天然物の生合成の経路について、その解明を目指して機能性分子の創製を試みた。そのほか、新しい合成反応の開発に取り組んだ。
日本薬学会、有機合成化学協会に所属。

## 略歴
- 1981年 - 誕生[4]。
- 2004年 - 徳島文理大学薬学部卒業[5]。
- 2009年 - 静岡県立大学大学院薬学研究科博士後期課程修了[5]。
- 2009年 - 上原記念生命科学財団海外留学ポストドクトラルフェローシップ研究員[3]。
- 2010年 - 徳島文理大学薬学部博士研究員[3]。
- 2011年 - 徳島文理大学薬学部助教[3]。
- 2011年 - 静岡県立大学薬学部助教[3]。
- 2016年 - 静岡県立大学薬学部講師[3]。
- 2016年 - 静岡県立大学大学院薬学研究院講師。

### 註釈
1. ↑  静岡県立大学は、2007年に静岡県から静岡県公立大学法人に移管された。
2. ↑  静岡県立大学大学院薬学研究科は、生活健康科学研究科と統合・再編され、2012年に薬学研究院、食品栄養環境科学研究院、薬食生命科学総合学府が設置された。
3. ↑  財団法人上原記念生命科学財団は、2010年に公益財団法人上原記念生命科学財団に改組された。